# 妹ふらぐ
妹ふらぐ（いもうと－）は、Windows専用のPCゲーム。製作はちーむどらむすこ。発売日は2006年11月21日。DLsite.com2006年売り上げランキング8位獲得。

## ストーリー
主人公の鈴森太一は、ある日妹の美和が女にだらしが無いことで有名な悪友・田村遊斗にデートに誘われたことを知り、どうにかして止めたいと思い、幼馴染の黄河あかりのアドバイスを受け、妹に好意を抱いているようなそぶりを見せ始めるのだが・・・

## 登場人物
鈴森太一（声優：杉山紀彰）
主人公。高校3年生。ヒロインの鈴森美和は妹。悪友の遊斗（以下記述）から妹を守るため、妹に好意を抱いているかのようなそぶりを見せ始める。眼鏡を掛けていて、外すと結構ハンサム。
鈴森美和（声優：斎藤千和）
ヒロイン。高校1年生。主人公の鈴森太一は兄にあたる。普段とは違う兄の態度に次第に惹かれていく。
黄河あかり（声優：松岡由貴）
サブヒロイン。暴走族「紅トカゲ」の元リーダー。主人公とは幼馴染。劇中では主人公に力を貸し、遊斗から美和を守るのに一役買っている。主人公のことが好きだがなかなか気づいてもらえない。
田村遊斗（声優：凪佳二）
主人公の悪友。女にだらしなく、劇中ではよくナンパをしている。ある日彼が美和をデートに誘ったことで物語が始まる。

## スタッフ
- シナリオ：小野よしき
- 音楽：酒井崇、若生禎志
- タイトルデザイン：マツオタカシ
- キャラクターデザイン：きんたろ